# Strada europea E404
La E404 è una strada europea che collega Jabbeke a Zeebrugge.

## Percorso
La E404 è definita con i seguenti capisaldi di itinerario: "Jabbeke - Zeebrugge".